# Juwon Oshaniwa
Juwon Oshaniwa (Ilorin, 1990. szeptember 14.) nigériai válogatott labdarúgó.

## Pályafutása

### Klubcsapatokban
Kisebb nigériai csapatokban szerepelt 2012 szeptemberéig, majd ekkor Izraelbe igazolt. 2012. szeptember 30-án mutatkozott be az MSZ Asdód csapatában a Bétár Jerusálajim ellen 2–1-re megnyert mérkőzésen. 2015 és 2017 között a skót Hearts játékosa volt.

### A válogatottban
Bekerült a 2013-as afrikai nemzetek kupáján részt vevő keretbe, a tornát megnyerték. A 2014-es labdarúgó-világbajnokságra utazó keretbe is meghívót kapott.

## Sikerei, díjai
- Nigéria
  - Afrikai nemzetek kupája: 2013